# 大猴蝟屬
大猴蝟屬（學名Macrocranion）是一屬已滅絕哺乳動物。 牠們是在德國的麥塞爾化石坑發現。

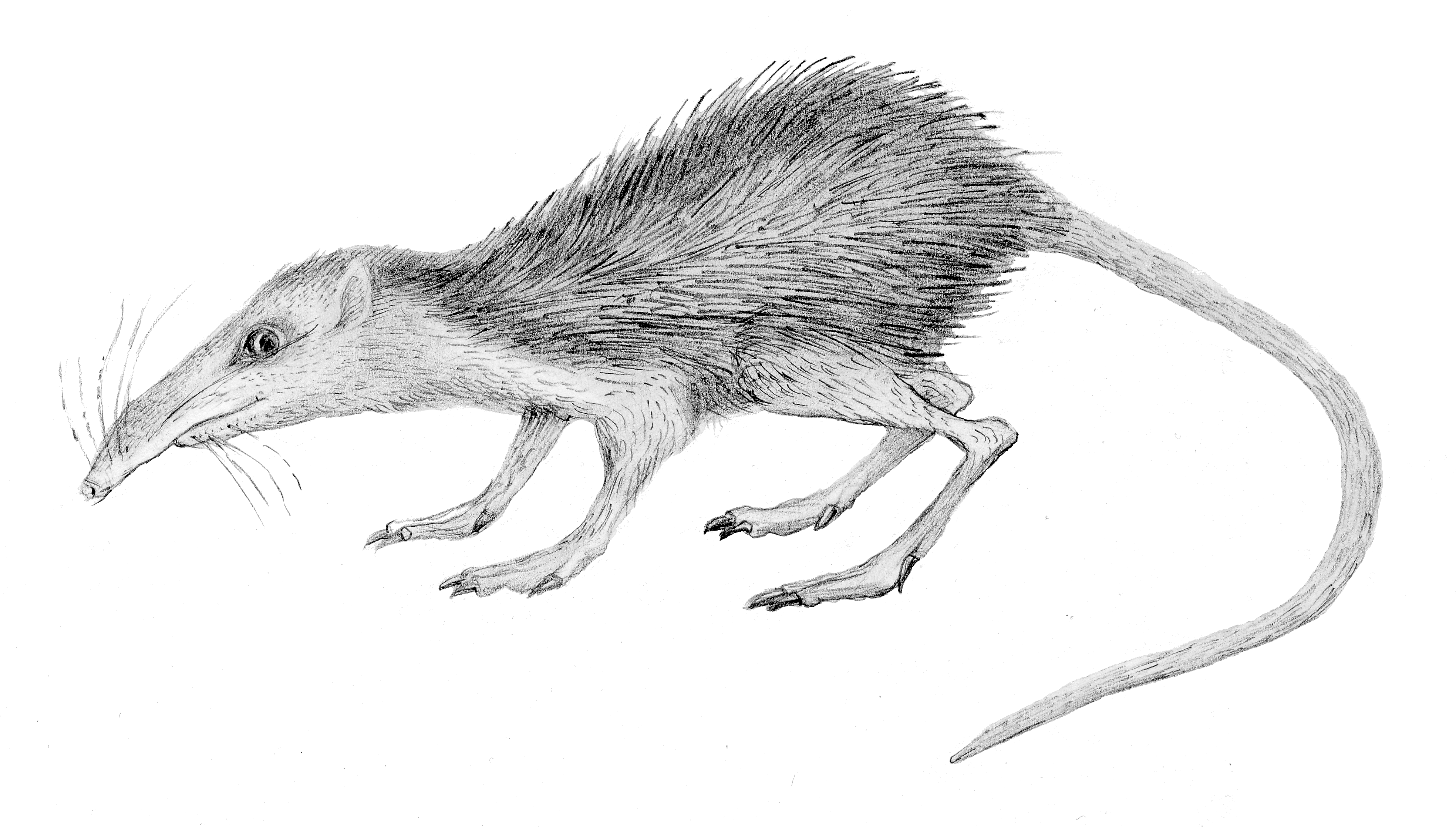
M. tenerum的復原圖。

大猴蝟屬共有兩個物種：M. tupaiodon及M. tenerum。M. tupaiodon有毛，但沒有刺。牠們可能是雜食性的，其化石標本顯示牠們在死亡前曾吃過魚類。牠們約長15厘米，後腳長，估計可能快速奔跑。
M. tenerum長約5厘米。牠們也有長腳可以快速行走。身體上有毛及刺，但不能捲曲身體作為防禦。其胃部的剩餘物顯示牠們會吃蟻，故相信牠們是食蟲的。